# بطولة أمريكا الجنوبية لألعاب القوى للشباب 1973
بطولة أمريكا الجنوبية لألعاب القوى للشباب 1973 هي أول نسخة من بطولة أمريكا الجنوبية لألعاب القوى للشباب. أقيمت في كومودورو ريفادافيا. شارك فيها 182 رياضياً من 7 بلدان. تصدرت الأرجنتين جدول الميداليات برصيد 35 ميدالية منها 12 ذهبية.

## جدول الميداليات
| الترتيب | منتخب      | ذهبية | فضية | برونزية | المجموع |
| ------- | ---------- | ----- | ---- | ------- | ------- |
| 1       | الأرجنتين  | 12    | 13   | 10      | 35      |
| 2       | البرازيل   | 9     | 7    | 3       | 19      |
| 3       | بيرو       | 5     | 4    | 3       | 12      |
| 4       | تشيلي      | 3     | 4    | 12      | 19      |
| 5       | باراغواي   | 1     | 3    | 3       | 7       |
| 6       | الأوروغواي | 1     | 0    | 0       | 1       |